# Rhodesia viridalbata
Rhodesia viridalbata är en fjärilsart som beskrevs av W. Warren 1905. Rhodesia viridalbata ingår i släktet Rhodesia och familjen mätare. Inga underarter finns listade.